# 週刊平凡
『週刊平凡』（しゅうかんへいぼん、The Heibon Weekly）は、かつて存在した日本の週刊誌である。編集・発行平凡出版、のち社名変更してマガジンハウス。1959年5月14日創刊、1987年10月6日休刊。マガジンハウス編集・発行の一時期、『週刊Heibon』（しゅうかんへいぼん）と誌名変更した時期があった。

## 略歴

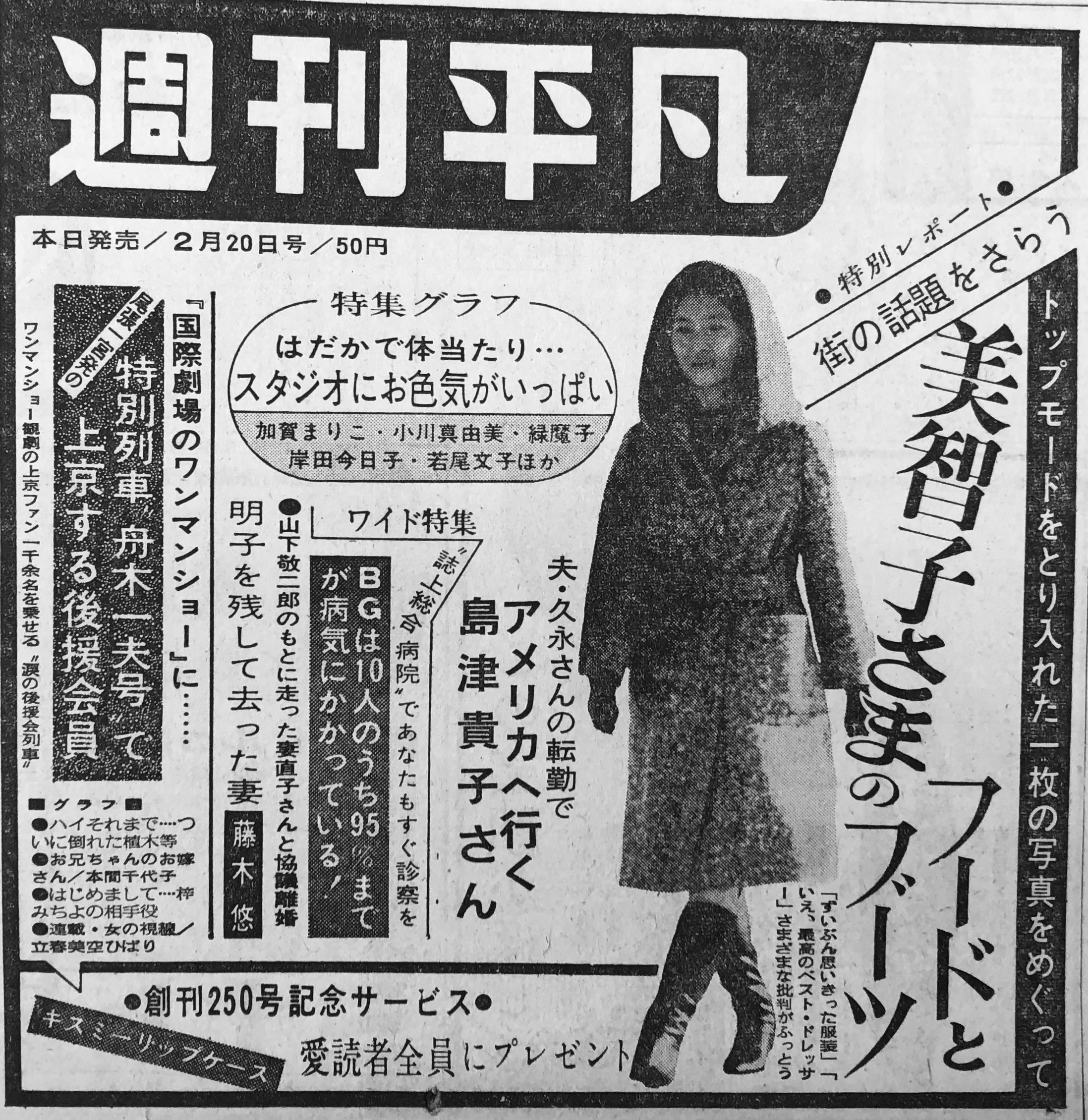
1964年2月20日号の新聞広告

- 1959年（昭和34年） - 5月14日発行の「第1巻第1号」をもって創刊する（第1期）[1]。
- 1983年（昭和58年） - 6月30日・7月7日発行の合併号（第25巻第23号）をもって『週刊平凡』（第1期）最終とし[1]、翌週7月14日発行の「第25巻第24号」から誌名を『週刊Heibon』に変更する（第2期）[2]。発行元の平凡出版が10月1日付でマガジンハウスに社名変更。
- 1984年（昭和59年） - 2月16日・23日発行の合併号（第26巻第6号）をもって『週刊Heibon』最終とし[2]、3月16日発行の「第26巻第7号」から誌名を『週刊平凡』に戻す（第3期）[3]。
- 1987年（昭和62年） - 10月6日発行の「第29巻第36号」をもって休刊[3]。

## 創刊号の目次
以下は、1959年（昭和34年）5月14日発行の「第1巻第1号」の目次である。
- 「これが長嶋だ」、長嶋茂雄、p.3-11
- 「皇太子ご夫妻奈良の休日 特集1〝君…〟と呼ばれる美智子さま」、皇太子明仁親王・美智子妃、p.12-16
- 「愛馬とご対面の皇太子」、皇太子明仁親王、p.12-16
- 「傑作漫画」、p.17.
- 「おしゃべり ジャーナル おしゃれ論」、小島正雄・三島由紀夫、p.18-21
- 『ぼくはヤジ馬』その1、北条誠、p.22
- 「三平のスイマセン時評」、林家三平、p.23
- 『それを吿げる日』、沢野久雄・土井栄、p.24-27
- 「ハイティーン・パトロール」、p.28-29
- 「結婚への第三の道 特集2 職場には相手はいなかった」、p.30-33
- 「スタアの喫茶室」、p.34-35
- 「傑作漫画」、p.35
- 「タイム」、p.36-41
- 「ミュージック・コーナー」、p.42
- 「ウイクリーフアッション チヤオ!」、p.43-45
- 「清宮さま15日に納采の儀」、清宮貴子内親王、p.46-47
- 「CC日本に上陸」、p.48
- 「宝塚に入つたタイ国のお嬢さん」、p.48-49
- 「今週のうんせい予言」、p.59
- 「試写室」、p.60-63
- 「傑作漫画」、p.63
- 「今週のビデオテープ」、p.64-65
- 『グッドナイト』、中野実・田代光、p.66-69
- 『おんなの子』、吉行淳之介、p.70
- 『文なし豪遊』、檀一雄、p.70
- 『むんむんする女の愛欲』、十返肇、p.71
- 『好きだから似あう』、水野正夫、p.71
- 「あなたのハートのページ」、p.72-73
- 「ドクトル・ユリの診察室」、p.74-75
- 「ジョークボックス」、p.76
- 「くらしのセンス」、p.77-80
- 「傑作漫画」、p.80
- 男たちシリーズ『けだもの』、平林たい子・宮永岳彦、p.81-87
- 「ダイアモンド・スタアクイズ」、p.88-93
- 「横綱ふるさとに帰る」、p.94-97
- ニューススナップ『菅原謙二の婚約』、菅原謙二、p.98
  - 「傑作漫画」 - 杉浦幸雄・西川辰美・松下井知夫・塩田英二郎・小島功・馬場のぼる（p.17、p.35、p.63、p.80）

## 最終号の目次
以下は、1987年（昭和62年）10月6日発行の「第29巻第36号」の目次である。
- 「高橋圭三・団令子28年ぶりの対面」、高橋圭三・団令子、p.3-6.
- 「渡哲也＝96時間密着 明日に向かって…」、渡哲也、p.7-13.
- 「石原裕次郎・三枝さん秘蔵写真初公開!『至純の愛』」、石原裕次郎・北原三枝、p.14-30.
- 「五木ひろし・都はるみ対談」、五木ひろし・都はるみ、p.31-38.
- 「本誌特撮写真で綴る芸能界28年 素顔の芸能史」、p.39-70.
- 「本誌トップ記事に見る芸能事件史」、p.71-87.
- 「レコード大賞28曲集」、日本レコード大賞受賞曲紹介、p.88-102.
- 「あの感激をもういちど! 本誌を彩った思い出の花嫁たち」、p.103-126.
- 「数字で見る週刊平凡ほりかえ史」、p.127-133.
- 「本誌の記事で結ばれたカップルたち」、p.134-140.
- 「あの日あの人肉声の復刻版」、p.141-151.
- 「有名人109人の惜別の辞 週刊平凡よ さようなら」、p.152-190.
- 「なつかしの人気タレント勢揃い お好みスタア画報」、p.191-206.
- 「歌謡界の女王､40年の軌跡 ひばりの歌が聞こえる」、美空ひばり、p.207-222.
- 「この新しい息吹 未来に幸あれ!」、p.223-.

## おもな漫画家
- 秋竜山
- 葵奈々
- ジョージ秋山
- 麻生ゆり
- あべこうじ
- 岩本久則
- おおば比呂司
- 岡部冬彦
- おだ辰夫
- 木村えいじ
- 木村仁
- くらしな涼子
- 小島功
- 小槻さとし
- 小橋もと子
- 坂みのる
- 桜井勇 (漫画家)
- 佐藤六朗
- サト・シゲ
- 塩田英二郎
- 宍倉ユキオ
- 白木卓
- 杉浦幸雄
- 鈴木義司
- 鷹羽遙
- 棚下照生
- 谷岡ヤスジ
- 佃公彦
- 富永一朗
- 西川辰美
- 西沢周平
- 花村えい子
- 馬場のぼる
- はらたいら
- 針すなお
- 久松文雄
- 福地泡介
- 舩木美登利
- 前田俊夫
- 牧真介
- 松尾美保子
- 松下井知夫
- みきそのこ
- 水森亜土
- わかきゆっけ
- わたせせいぞう

## おもな小説家
- 有吉佐和子
- 井口民樹
- 永六輔
- 遠藤周作
- 大林清
- 笠原良三
- 樫原一郎
- 梶山季之
- 川井八重子
- 川内康範
- 小松田奈菜子
- 小山いと子
- 笹沢左保
- 佐藤愛子
- 佐野洋
- 澤野久雄
- 柴田錬三郎
- 瀬戸内晴美
- 滝山二郞
- 武田繁太郎
- 辻真先
- 戸川昌子
- 富島健夫
- 豊田行二
- 長尾宇迦
- なかにし礼
- 奈良林祥
- 南條範夫
- 西村俊身
- 新田次郎
- 葉村淑子
- 藤本義一
- 藤原審爾
- 三谷茉沙夫
- 森村桂

## おもな編集者・記者
- 西木正明
- 木滑良久
- 徳永エリ - 記者
- 三宅菊子 - 記者